# Reg Allen
Arthur Reginald Allen (Marylebone, 3 maggio 1919 – Ealing, 3 aprile 1976) è stato un calciatore inglese, di ruolo portiere.

## Carriera
Nel giugno del 1950 il QPR lo cede al Manchester United in cambio di 11000 £. Debutta il 19 agosto 1950, in campionato, contro il Fulham (1-0). Vanta 75 presenze in prima divisione e 5 incontri di FA Cup, per un totale di 92 reti subite con i Red Devils sotto la guida di Matt Busby. Nel giugno del 1953 passa all'Altrincham.

## Palmarès

### Club

#### Competizioni nazionali
- Football League Third Division South: 1

QPR: 1947-1948
- Campionato inglese: 1

Manchester United: 1951-1952